# Cryomyces minteri
Cryomyces minteri är en svampart som beskrevs av Selbmann, de Hoog, Mazzaglia, Friedmann & Onofri 2005. Cryomyces minteri ingår i släktet Cryomyces, klassen Dothideomycetes, divisionen sporsäcksvampar och riket svampar.   Inga underarter finns listade i Catalogue of Life.